# Los ríos profundos
Los ríos profundos es la tercera novela del escritor peruano José María Arguedas. El título de la obra (en quechua Uku Mayu) alude a la profundidad de los ríos andinos, que nacen en la cima de la cordillera de los Andes, pero a la vez se refiere a las sólidas y ancestrales raíces de la cultura andina, la que, según Arguedas, es la verdadera identidad nacional del Perú.
Publicada por la Editorial Losada en Buenos Aires en 1958, recibió en el Perú el Premio Nacional de Fomento a la Cultura Ricardo Palma (1959) y fue finalista en Estados Unidos del premio William Faulkner (1963). Desde entonces creció el interés de la crítica por la obra de Arguedas y en las décadas siguientes el libro se tradujo a varios idiomas.
Según la crítica especializada, esta novela marcó el comienzo de la corriente neoindigenista, pues presenta por primera vez una lectura del problema del indio desde una perspectiva más cercana a él, mérito que comparte con la obra del escritor mexicano Juan Rulfo. La mayoría de los críticos coinciden en que esta novela es la obra maestra de Arguedas.

## Contexto
A finales de la década de 1950, Arguedas se mostró muy prolífico en cuanto a producción literaria. El libro apareció cuando el Indigenismo se hallaba en pleno auge. Por entonces era ministro de Educación el antropólogo e historiador Luis E. Valcárcel, quien organizó el Museo de la Cultura, institución que impulsó los estudios indigenistas. De otro lado, con la aparición de Los ríos profundos se inició un proceso de valoración de la obra de Arguedas en el Perú y que también se ha ido dando a nivel internacional.

## Composición
La génesis de la novela sería el cuento Warma kuyay (que forma parte del libro de cuentos Agua, publicado en 1935), uno de cuyos personajes es el niño Ernesto, inconfundiblemente el mismo Ernesto de Los ríos profundos. Un texto de Arguedas que apareció publicado en 1948 bajo la forma de relato autobiográfico, conformaría después el segundo capítulo de la novela bajo el título de Los viajes. En 1950 Arguedas anunció en el ensayo «La novela y el problema de la expresión literaria en el Perú» la existencia del proyecto de la novela. El impulso para completar su composición surgió años después, por el año 1956, cuando realizaba un trabajo etnográfico de campo en el valle del Mantaro. No paró entonces hasta verlo concluido. Algunos textos de estudio etnográfico fueron adheridos al relato, como la explicación etimológica del zumbayllu o trompo mágico.

## Escenarios

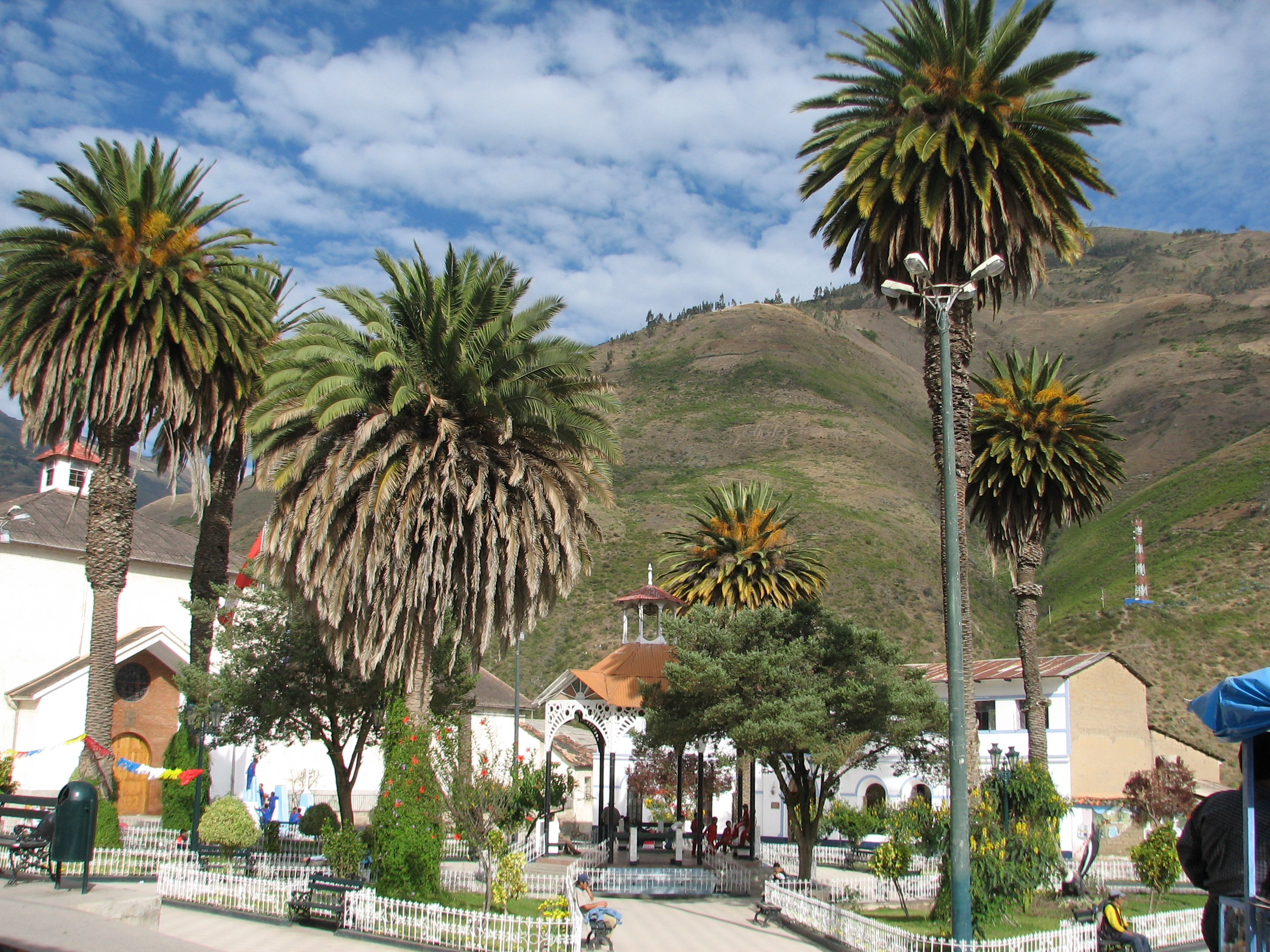
La plaza de Abancay, uno de los escenarios de la novela

El 70 % de la acción de la novela transcurre en la ciudad de Abancay, en quechua Awancay. Otros escenarios mencionados en los dos primeros capítulos de la novela son el Cuzco y diversas ciudades costeñas y serranas del sur y centro del Perú, lugares que Ernesto, el protagonista, recorre acompañando a su padre antes de instalarse en Abancay.
Abancay es un pueblo con pequeños barrios separados por huertas de moreras, y con campos de cañaverales que se extienden hasta el río Pachachaca. Lo rodea la hacienda Patibamba, cuyo patrón no la vendía y por ello la ciudad no podía expandirse. Un árbol característico de Abancay es el nativo pisonay, que en primavera se llena de flores grandes y rojas.
Lugares importantes de Abancay donde se desarrolla la novela son el Colegio religioso o internado, con su enorme patio polvoriento; el barrio de Huanupata, tugurio maloliente poblado de chicherías, donde también se podían encontrar mujeres fáciles; la Plaza de Armas; la Avenida Condebamba, que es una amplia alameda sembrada de moreras. Ya en las afueras se alza el puente del Pachachaca, símbolo de la conquista española, sostenido por bases de cal y canto y que pese a sus siglos de vida aún se mantiene firme y aguanta las embestidas del río que pasa bajo su arco, el Pachachaca. 
El río es precisamente un elemento vital en el mundo mágico-religioso de la cultura andina y por eso es el que da el nombre a la obra, pero con el agregado de «profundo», constituyendo así en una metáfora de la cosmovisión andina que no se queda en el aspecto exterior, sino que se adentra más en su interior, a su esencia más profunda.

## Época
Teniendo en cuenta que se trata de una novela de corte autobiográfico, la época en que está ambientada la narración es la década de 1920, bajo el oncenio de Augusto B. Leguía. Para ser más exactos, fue el año de 1924 en que Arguedas estudió el quinto de primaria en el colegio de Abancay, dirigido por los padres mercedarios.

## Resumen
La novela narra el proceso de maduración de Ernesto, un muchacho de 14 años que debe enfrentar las injusticias del mundo adulto del que empieza a formar parte y en el que debe elegir un camino. El relato empieza en el Cusco, ciudad a la que arriba Ernesto junto con su padre, Gabriel, (que es un abogado itinerante), en busca de un pariente rico denominado «El Viejo», con el propósito de solicitarle trabajo y amparo. Pero no tienen éxito. Entonces reemprenden sus andanzas a lo largo de muchas ciudades y pueblos del sur peruano. En Abancay, Ernesto es matriculado como interno en un colegio religioso mientras su padre continúa sus viajes en busca de trabajo. Ernesto tendrá entonces que convivir con los alumnos del internado, que es como un muestrario de la sociedad peruana y donde priman normas crueles y violentas. Más adelante, ya fuera de los límites del colegio, el amotinamiento de un grupo de chicheras exigiendo el reparto de la sal, y la entrada en masa de los colonos o campesinos indios a la ciudad pidiendo una misa para las víctimas de una epidemia de tifus, originará en Ernesto una profunda toma de conciencia: elegirá los valores de la liberación en vez de la seguridad económica. Con ello culmina una fase de su proceso de aprendizaje. La novela finaliza cuando Ernesto abandona Abancay y se dirige a una hacienda de propiedad de «El Viejo», situada en el valle del Apurímac, donde esperará el retorno de su padre.

## Tema
El tema principal es el conflicto existencial en el que se debate un adolescente, de elegir el mundo andino en el que ha nacido y pasado su infancia o el mundo criollo u occidental al cual las necesidades de la vida le empujan. Él optará por identificarse con el mundo andino. Otros temas que se presentan en la novela son la violencia racial, social y sexual, el sistema opresivo de la educación y el vínculo del hombre andino con la naturaleza.

## Los dos narradores
En la obra se distinguen dos narradores. El primero es el narrador principal, un hombre adulto que evoca su niñez, es decir, una versión adulta de Ernesto. El segundo es una especie de narrador cognoscitivo cuya intervención es esporádica, se encarga de completar y mejorar la comprensión del lector respecto a los sucesos de la novela, aportando datos no conocidos por los lectores, sobre todo en temas de etnología.

## Personajes
En la obra hay una multitud de personajes tanto individuales como colectivos. El personaje central y narrador es el adolescente Ernesto, alter ego del escritor. Personajes recurrentes en la obra son los compañeros de colegio de Ernesto: Ántero, Lleras, Añuco, Peluca, Palacitos, Chauca, Rondinel, el Chipro, Romero, Valle, Gerardo. También es de destacar El Viejo (hacendado), el padre de Ernesto (que es abogado), el padre Linares (director del Colegio) y doña Felipa (la líder de las chicheras).
Merecen resaltarse también los personajes marginales de la obra como el pongo (sirviente), la opa Marcelina (demente) y los colonos de la hacienda Patibamba.

### Personaje principal
- Ernesto, el protagonista-narrador, es un muchacho de 14 años que vive escindido entre dos mundos, el de los hacendados explotadores y el de los indios maltratados. Ello le permite un proceso de aprendizaje acelerado y una manera de ver el mundo con una mayor perspectiva. Irá interpretando una realidad a la que se ve enfrentado y su proceso de aprendizaje tendrá que ver con la elección ética de ubicarse del lado del poderoso o del desposeído. Para combatir la imposibilidad de pertenecer enteramente a cualquiera de estos dos mundos, decide soportar su condición a través de la ensoñación y la comunicación con la naturaleza. A menudo, se identificará más con los indios.[2][15]

### Personajes secundarios
- El Viejo, de nombre don Manuel Jesús, es el tío de Ernesto. Terrateniente poderoso, dueño de cuatro haciendas en el valle del Apurímac, prepotente y avaro, representa el mundo hostil, ese sistema socioeconómico explotador al que por primera vez se ve enfrentado Ernesto. Tiene un servidor indio o pongo muy servicial, quien, por oposición, representa a las víctimas de dicho sistema. El Viejo aparece al principio de la novela, alojado en una casona del Cuzco; al final de la novela vuelve a ser mencionado, pues a una de sus haciendas es enviado Ernesto tras la irrupción de la peste en Abancay.[2][16]
- Los alumnos del colegio.- En el colegio religioso de Abancay existían dos tipos de alumnos: los externos y los internos. Ernesto es uno de estos últimos; en dicho ambiente entra en contacto con adolescentes y jóvenes que repiten los mismos esquemas de los poderosos y que cometen las mismas injusticias sociales. En la obra se mencionan a los siguientes alumnos:
  - Añuco, interno, era hijo de un hacendado caído en la ruina. A los nueve años había sido recogido por los padres del Colegio, poco antes de que falleciera su padre. Amigo y cómplice de Lleras en continuas mataperradas tanto dentro como fuera del colegio, su rabia era una manera de expresar su tristeza. Al final, luego de la huida de Lleras, se amista con sus compañeros, y los padres lo trasladan al Cuzco, para que siguiera la carrera religiosa.[15]
  - Lleras, interno, era huérfano como Añuco, y a la vez el más altanero y abusivo de todos los alumnos, aprovechando la ventaja que le daba tener más edad y fuerza que el resto. Muy flojo en los estudios, sin embargo, esa carencia lo compensaba con su habilidad en los deportes, siendo infaltable su presencia en el equipo del colegio, a la cabeza del cual destacaba en las competencias locales de fútbol y atletismo. Amigo y protector de Añuco, formaban ambos una dupla temible, no solo en el colegio sino en todo el pueblo. Su poder radicaba en infundir el miedo y el dolor a los más chicos o desvalidos. Al final, arremete físicamente a uno de los religiosos, por lo que es castigado severamente. Logra sin embargo huir del colegio, para luego abandonar la ciudad, junto con una mestiza del barrio de Huanupata. No se supo más de él. Los rumores decían que había fallecido en su huida y que su cuerpo había sido arrojado al río.[2][15]
  - Ántero Samanez, externo, apodado el Markask’a o el «marcado», por sus lunares en el rostro, era un chico de cabellos rubios muy encendidos, por lo que también le apodaron el «Candela». Era hijo de un hacendado del valle del Apurímac. Aparte de su aspecto físico, no destacaba en nada. Al principio se hizo amigo de Ernesto, cuando llevó al colegio un juguete nuevo, el zumbayllu o trompo, al cual, conforme a la mentalidad andina, atribuía propiedades mágicas. Ambos, Ántero y Ernesto, son opuestos a Lleras y Añuco, y por lo tanto, a la violencia. Sin embargo, conforme avanza la novela, las diferencias entre ellos se tornan evidentes y esto origina un alejamiento. En el motín de las chicheras Ernesto participa al lado de estas, y Ántero da su respaldo a los hacendados. Pero lo que lleva a la ruptura total es cuando Ántero se hace amigo de Gerardo, costeño e hijo del comandante de la Guardia Civil destacado en Abancay.[2][17]
  - El Peluca, interno, un joven de 20 años, muy corpulento, aunque cobarde y de mirada lacrimosa. Le dieron ese apodo porque era hijo de un peluquero. Se destacaba por su obsesión enfermiza hacia una mujer demente, la opa Marcelina, a quien asaltaba en los excusados y la obligaba a tener relaciones sexuales. Esta conducta anómala era motivo de las burlas soeces de sus compañeros, quienes sin embargo no lo enfrentaban pues temían su fuerza física. Al fallecer Marcelina, enloqueció, profiriendo aullidos, y sus familiares tuvieron que sacarlo del colegio atado de pies y manos.[16]
  - Palacitos, apodado también como el «indio Palacios», era el interno menor y humilde, y el único proveniente de una comunidad indígena. Al principio le costó mucho adaptarse; leía penosamente y no entendía bien el castellano. Todo ello motivó que fuera maltratado física y psicológicamente por el Lleras y otros alumnos mayores, al punto que suplicaba con lágrimas a su padre (que iba a visitarle cada mes) a que lo trasladara a una escuela fiscal. Sin embargo, con el paso del tiempo fue amoldándose; los alumnos mayores dejaron de molestarle, se hizo amigo de Ernesto y empezó a rendir en los estudios, al extremo de recibir una felicitación de parte de uno de los profesores. Su padre, feliz, le alentó a que siguiera progresando para que llegara a ser ingeniero.[16]
  - Chauca, rubicundo y delgado, es otro de los que tenían una obsesión enfermiza por la opa Marcelina, aunque, a diferencia del Peluca, siente remordimientos y trata de domeñar sus deseos. Una vez le descubren azotándose.[16]
  - Rondinel o el Flaco, alumno que se hacía notar por su extrema delgadez. Reta a una pelea a Ernesto pero enseguida se amistan.[16]
  - Valle, alumno de quinto año, muy lector y elegante. En los días de fiesta y en las salidas lucía una vistosa corbata atada de manera original, que bautiza con el nombre de k’ompo. En su conversación se esforzaba en hacer citas literarias y otros ejercicios pedantescos. En la calle andaba siempre rodeado de señoritas y presumía de sus conquistas amorosas. Se jactaba incluso de haber seducido a la esposa del médico de Abancay.[16]
  - Romero, aindiado, alto y delgado, el atleta del grupo, campeón imbatible en salto y otras disciplinas deportivas. También era hábil tocador del rondín (armónica) y cantor de huaynos. Defiende a los más débiles de los abusos del Lleras y el Añuco.[16]
  - Ismodes, apodado el Chipro, natural de Andahuaylas, hijo de mestizo. Su apodo en quechua significa el «picado por la viruela», por las marcas inconfundibles de dicha enfermedad que tenía en el rostro. Se pelea constantemente con Valle.[16]
  - Simeón, llamado el Pampachirino, por ser oriundo del pueblo de Pampachiri.
  - Gerardo, hijo del comandante de la guardia civil destacado en Abancay. Es costeño, natural de Piura. Se hace amigo de Ántero y lo matriculan en el colegio. Destaca por su habilidad en los deportes, y por su facilidad natural en ganarse amigos y conquistar a las chicas. Le acompaña su hermano Pablo.
- Los Padres del Colegio. Son los religiosos que dirigen la institución educativa:[16]
  - Augusto Linares, o simplemente el Padre Linares, director del Colegio, ya anciano, de cabellos blancos, que tenía fama de santidad en todo Abancay.
  - El padre Cárpena, alto y fornido, aficionado a los deportes.
  - El hermano Miguel, afroperuano, era oriundo de Mala, en la costa central peruana. Los alumnos irrespetuosos le llaman despectivamente «negro».
- La opa Marcelina, una joven mujer con discapacidad mental, blanca, baja y gorda, que había sido recogida por uno de los Padres y colocada como ayudante en la cocina. Opa es un vocablo quechua que designa a lo que ahora denominamos una persona con capacidades diferentes. Marcelina se convierte en una especie de símbolo del pecado, pues los internos mayores suelen buscarla por las noches para forzarla a tener relaciones sexuales. Fallece víctima de la epidemia de tifo.[2][16][14]
- Doña Felipa, es cabecilla de las chicheras que se amotinan reclamando el reparto de la sal al pueblo. Es una mujer robusta, de voluminosos senos y anchas caderas, con el rostro picado de viruela. Ernesto la admira por su coraje, fuerza y sentido de justicia. Luego del motín, Felipa huye llevándose consigo un fusil y logra burlar la persecución de las fuerzas del orden. Gracias a ella, Ernesto comprueba que la reivindicación social es posible.[2][18]
- Salvinia, chica de 12 años, delgada, de piel morena y de ojos rasgados y negros. Es la enamorada de Ántero. Vivía en la avenida Condebamba, una alameda o amplia calle abanquina sembrada de moreras. Ernesto nota que sus ojos son del color del zumbayllu (trompo mágico) al momento de girar.
- Alcira, amiga de Salvinia, de su misma edad. Vivía camino de la Plaza de Armas a la planta eléctrica. Cuando Ernesto la ve por primera vez, le encuentra un gran parecido con Clorinda, una jovencita del pueblo de Saisa, de quien en su niñez se había enamorado y de la que nunca más volvió a saber.

### Personajes colectivos y eventuales
- Los colonos, trabajadores indios contratados en la hacienda Patibamba, circundante a la ciudad de Abancay, entre quienes se extiende la epidemia de tifo. Invaden la ciudad exigiendo una misa para los difuntos.[14]
- Las chicheras, mujeres del pueblo, encabezadas por Felipa, que se rebelan para exigir el reparto de sal al pueblo.[19]
- Los guardias civiles, cuerpo de policía de la ciudad de Abancay. Son llamados jocosamente «guayruros» (frijoles de colores) por el color de sus uniformes (negro y rojo). Se les ridiculiza por no poder controlar el motín de las chicheras.
- Los oficiales y soldados del Ejército, quienes ocupan la ciudad tras producirse el motín de las chicheras.
- La cocinera del internado, protectora del Palacitos y quien fallece víctima del tifo.
- Abraham, portero del internado, quien también cae víctima de la peste y regresa a Quishuara, su pueblo natal, para morir.
- Prudencio, joven indio, del pueblo de Kakepa, soldado y músico de la banda militar, paisano y amigo de Palacitos.
- El papacha Oblitas, mestizo, maestro músico, experto tocador de arpa.
- El Kimichu, un indio peregrino recaudador de limosnas para la Virgen de Cocharcas. Lleva una urna con la imagen de la Virgen, encima de la cual iba un lorito.
- Jesús Warank’a Gabriel, cantor, acompañante del Kimichu.
- Don Joaquín, forastero challhuanquino, que contrata los servicios del abogado Gabriel, el padre de Ernesto, sobre un litigio de tierras.
- Pedro Kokchi y Demetrio Pumaylly, indios, amigos de la infancia de Ernesto, que los menciona al rememorar dicha etapa de su vida.
- Alcilla, notario de Abancay, amigo del padre de Ernesto, hombre envejecido y enfermo, con esposa e hijos.

## Estructura
La obra está dividida en 11 capítulos, numerados con dígitos romanos y con título propio, siendo muy variable la extensión de cada uno de ellos. El más extenso es el último capítulo, el titulado «Los colonos». El más corto es el capítulo IV, titulado «La hacienda».
Breve esquema de la novela:
I. El viejo.- La llegada de Ernesto y su padre al Cuzco, donde se encuentran con El Viejo, un agrio y avaro hacendado, que se niega a ayudarlos, pese a ser pariente de ellos.
II. Los viajes.- Los recorridos de Ernesto y su padre (abogado itinerante) por diversas ciudades de la sierra y de la costa central y sur del Perú.
III. La despedida.- La llegada de Ernesto y su padre a Abancay. Ernesto es internado en un colegio religioso y su padre continúa sus viajes en busca de trabajo.
IV. La hacienda.- Ernesto visita la hacienda colindante de Abancay, Patibamba, cuyos colonos o peones indios eran muy reservados. El Padre o cura del pueblo da sermones a los indios en los que elogia a los hacendados.
V. Puente sobre el mundo.- Ernesto visita el barrio de Huanupata, el barrio alegre de Abancay. A las afueras está el puente sobre el Pachachaca, construido en el siglo XVI por los españoles. Se describe el colegio religioso, los padres directores, los hermanos profesores y los alumnos. Una sirvienta que sufre de retardo mental, Marcelina, es el objeto sexual de los alumnos mayores.
VI. Zumbayllu.- Uno de los alumnos internos, el Ántero o Markask’a trae al colegio un zumbayllu o trompo, de significado mágico. Ernesto hace amistad con Ántero. Se describen las peleas entre los alumnos y los abusos de los mayores sobre los menores, como el Lleras sobre el Palacitos.
VII. El motín.- Las chicheras del pueblo, encabezadas por Felipa, se rebelan para exigir el reparto de sal al pueblo. Ernesto les acompaña en el tumulto. Las chicheras reparten la sal a los indios de Patibamba, pero luego irrumpen los guardias civiles y recuperan la sal.
VIII. Quebrada honda.- Ernesto es castigado por los padres, por seguir a las chicheras. Luego regresa a Patibamba acompañando al Padre Director, quien sermonea a los indios explicándoles que era un pecado robar la sal, aunque fuera para los pobres. Ernesto regresa al colegio y se encuentra con Ántero, quien le enseña un winku o trompo brujo, superior al zumbayllu. En otra escena, el Lleras empuja a uno de los religiosos, el hermano Miguel, el cual responde dándole un puñetazo. El Lleras es recluido en una habitación pero en la noche se fuga del colegio.
IX. Cal y canto.- Los militares llegan a Abancay para contener la rebelión de las chicheras y capturar a Felipa. Ántero y Ernesto conversan en el colegio sobre la situación. Ambos visitan en el pueblo a Salvinia (enamorada de Ántero) y a Alcira, la amiga de esta.
X. Yawar Mayu. Un domingo Ernesto y los otros alumnos van a la plaza del pueblo donde dan retreta o exhibición de la banda militar. Ernesto conoce a Gerardo, el hijo del comandante destacado en Abancay, quien se hace amigo de Ántero. Asimismo, visita el barrio de Huanupata, donde se deleita escuchando a los músicos y cantores.
XI. Los colonos.- Los militares se retiran de Abancay, sin haber capturado a Felipa. Gerardo ingresa al colegio religioso y se le ve siempre junto a Ántero. Cuando ambos se jactan de sus conquistas amorosas, Ernesto se pelea con ellos y no les vuelve a hablar. Luego irrumpe la peste de tifo en el pueblo. Marcelina fallece víctima del mal. Ernesto es puesto en cuarentena por temor a un contagio. Cientos de colonos o peones indios de las haciendas colindantes se acercan a Abancay para exigir al Padre que dé una misa por los difuntos. El Padre acepta y da la misa a medianoche. Con el permiso del Padre, Ernesto abandona Abancay y se va a una de las haciendas de El Viejo, donde esperará el retorno de su progenitor.

## Resumen por capítulos

### 1.- El viejo

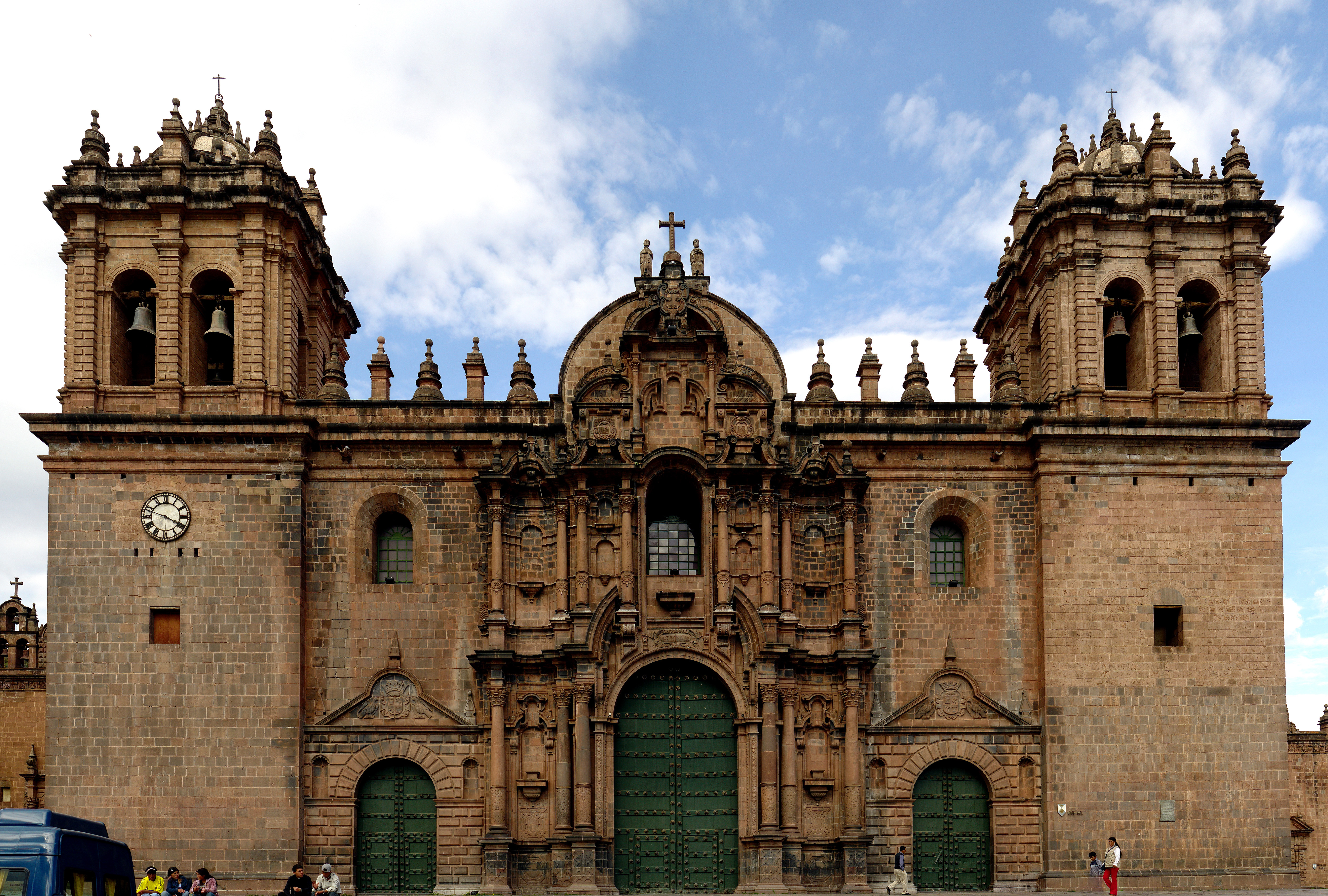
Catedral del Cusco.

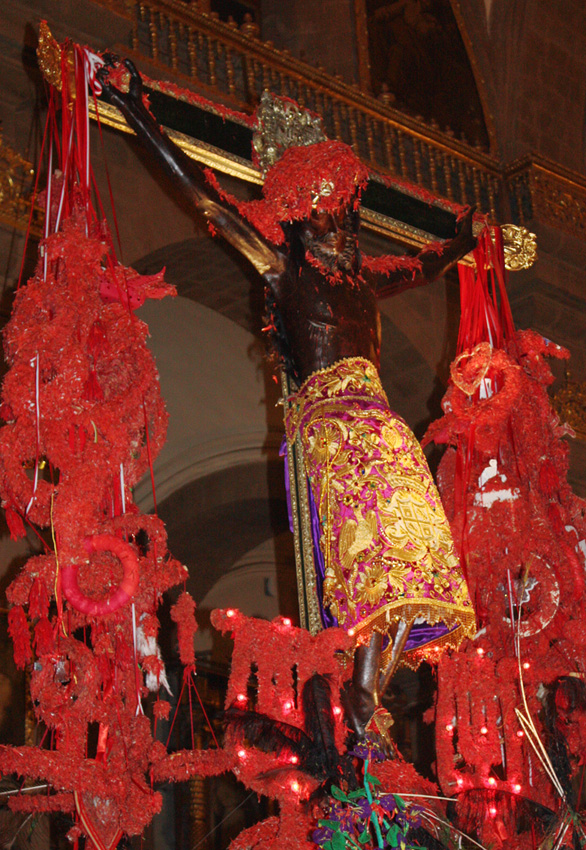
Señor de los Temblores, Patrón Jurado del Cusco.

El relato empieza cuando el narrador (Ernesto) cuenta su llegada al Cusco, acompañando a su padre Gabriel, quien era abogado y viajaba continuamente buscando dónde ejercer su profesión. En la antigua capital de los incas visitan a un pariente rico al que conocen como El Viejo, para solicitarle alojamiento y trabajo, pero este resulta ser un tipo avaro, tosco y con fama de explotador, por lo que deciden abandonar la ciudad y buscar otros rumbos. Pero antes pasean por la ciudad. Ernesto se deslumbra ante los majestuosos muros de los palacios de los incas, cuyas piedras finamente talladas y perfectamente encajadas le parece que se mueven y hablan. Luego pasan frente a la Iglesia de la Compañía y visitan la Catedral, donde oran frente a la imagen del Señor de los Temblores. Allí se encuentran nuevamente con el Viejo, quien estaba acompañado de su sirviente indio o pongo, símbolo de la raza explotada. Ernesto no puede contener el desagrado que le produce el Viejo y lo saluda secamente.

### 2.- Los viajes
En este capítulo el narrador relata los viajes de su padre como abogado itinerante por diversos pueblos y ciudades de la sierra y de la costa, viajes en los que le acompaña desde muy niño. Cuenta anécdotas curiosas que les toca vivir en algunos pueblos. Llegan por ejemplo a un pueblo cuyos niños salían al campo a cazar aves para que no causaran estragos en los trigales. En ese mismo pueblo, había una cruz grande en la cima de un cerro, que durante una festividad religiosa era bajada por los indios en hombros. En otra ocasión llegan a Huancayo, donde casi se mueren de hambre pues sus habitantes, que odiaban a los forasteros, impidieron que los litigantes (clientes) fueran a verles. En otro pueblo las personas les miran con rabia, a excepción de una joven alta y de ojos azules, que parecía más amigable. Ernesto se venga en esa ocasión cantando huaynos a todo pulmón en las esquinas. En Huancapi, cerca de Yauyos, contempla cómo unos loros que posaban en los árboles son muertos a balazos por unos tiradores, siendo lo extraño que dichas aves no se animaran a alzar vuelo y cayeran así mansamente, una tras otra. De allí pasan a Cangallo y siguen hacia Huamanga, por la pampa de los morochucos, célebres jinetes andinos.

### 3.- La despedida
Cuenta el narrador cómo su padre le promete que sus continuos viajes acabarían en Abancay, pues allí vivía un notario, viejo amigo suyo, quien sin duda le recomendaría muchos clientes. También le promete que le matricularía en un colegio. Llegan pues a Abancay y se dirigen a la casa del notario, pero este resultó ser hombre enfermo y ya inútil para el trabajo, y para colmo, con una mujer e hijos pequeños. Descorazonado, el padre prefiere alojarse en una posada, donde coloca su placa de abogado. Pero los clientes no llegan y entonces decide reemprender sus viajes. Pero esta vez ya no le podrá acompañar Ernesto, pues ya estaba matriculado de interno en un colegio de religiosos de la ciudad, cuyo director era el Padre Linares. Su decisión se apresura cuando un tal Joaquín, un hacendado de Chalhuanca, llega a Abancay a solicitarle sus servicios profesionales. Ernesto se despide entonces de su padre y se queda en el internado.

### 4.- La hacienda
En este capítulo el narrador cuenta la vida de los indios en la hacienda colindante a Abancay, Patibamba, a donde solía ir los domingos tras salir del internado, pero a diferencia de los indios con quienes había vivido su niñez, estos parecían muy huraños y vivían encerrados. Relata también las misas oficiadas por el Padre, y cómo este predicaba el odio hacia los chilenos y el desquite de los peruanos por la guerra de 1879 (recordemos que eran los años de 1920, en plena tensión peruano-chilena por motivo del litigio por Tacna y Arica) y elogiaba a la vez a los hacendados, a quienes calificaba como el fundamento de la patria, pues eran, según su juicio, los pilares que sostenían la riqueza nacional y los que mantenían el orden.

### 5.- Puente sobre el mundo
El título de este capítulo alude al significado del nombre quechua de Pachachaca, el río cercano a Abancay, sobre el cual los conquistadores españoles construyeron un puente de piedra y cal que hasta hoy sobrevive. Con la esperanza de poder encontrar a algún indio colono de la hacienda, Ernesto aprovecha los domingos para visitar Huanupata, el barrio alegre de Abancay, poblado de chicherías, arrabal pestilente donde también se podían encontrar mujeres fáciles. Para su sorpresa no encuentra a ninguno de los colonos, y solo ve a muchos forasteros y parroquianos. De todos modos continua frecuentando dicho barrio, pues los fines de semana iban allí músicos y cantantes a tocar arpa y violín y cantar huaynos, lo que le recordaba mucho a su tierra. Luego pasa a describir la vida en el internado; en primer lugar cuenta como el Padre incentivaba el espíritu patriótico entre los alumnos, teatralizando entre ellos peleas entre peruanos y chilenos. Luego menciona a los alumnos, refiriendo sobre sus orígenes y características: el Lleras y el Añuco, que eran los más abusivos y rebeldes de los alumnos; el Palacitos, el de menor edad, y a la vez el más tímido y débil de todos; el Romero, el Peluca y otros más. También se menciona a una joven demente, la opa Marcelina, que era ayudante en la cocina y que solía ser desnudada y abusada sexualmente por los alumnos mayores, sobre todo por Lleras y Peluca. Lleras incluso trata de obligar al Palacitos para que tenga relaciones sexuales con Marcelina, mientras esta era sujetada en el suelo con el vestido levantado hasta el cuello. El Palacitos se resiste, llorando y gritando. El Romero, hastiado de los abusos de Lleras, le reta a pelear, pero el encuentro no se produce.

### 6.- Zumbayllu
Esta vez Ernesto relata como uno de los alumnos, el Ántero o Markask’a, rompe la monotonía de la escuela al traer un trompo muy peculiar al cual llaman zumbayllu, lo que se convierte en la sensación de la clase. Para los mayores solo se trata de un juguete infantil, pero los más chicos ven en ello un objeto mágico, que hace posible que todas las discusiones queden de lado y surja la unión. Ántero le regala su zumbayllu a Ernesto y se vuelven desde entonces muy amigos. Ya con la confianza ganada, Ántero le pide a Ernesto que le escriba una carta de amor para Salvinia, una chica de su edad. Luego, ya en el comedor, Ernesto discute con Rondinel, un alumno flaco y desgarbado, quien le reta a una pelea para el fin de semana. Lleras se ofrece para entrenar a Rondinel mientras que Valle alienta a Ernesto. En la noche, los alumnos mayores van al patio interior; allí el Peluca tumba a Marcelina y yace con ella. De lejos, Ernesto ve que Lleras y Añuco colocan sigilosamente en la espalda del Peluca unas tarántulas o apasankas; algunos se asustan al verlas, pero el Peluca las arroja y las aplasta sin temor.

### 7.- El motín
A la mañana siguiente, Ernesto le entrega a Ántero la carta que escribió para Salvinia; Ántero la guarda sin leerla. Luego le cuenta a su amigo su desafío con Rondinel. Ántero se ofrece para amistarlos y lo logra, haciendo que los dos rivales se den la mano. Luego todos se van a jugar con los zumbayllus. Al mediodía escuchan una gritería en las calles y divisan a un tumulto conformado por las chicheras del pueblo. Algunos internos salen por curiosidad, entre ellos Ántero y Ernesto, que llegan hasta a la plaza, la que estaba copada por mujeres indígenas que exigían que se repartiera la sal, pues a pesar de que se había informado que dicho producto estaba escaso, se enteraron de que los ricos de las haciendas las adquirían para sus vacas. Encabezaba el grupo de protesta una mujer robusta llamada doña Felipa, quien conduce a la turba hacia el almacén, donde encuentran 40 sacos de sal cargados en mulas. Se apoderan de la mercancía y lo reparten entre la gente. Felipa ordena separar tres costales para los indios de la hacienda de Patibamba. Ernesto la acompaña durante todo el camino hacia dicha hacienda, coreando los huaynos que cantaban las mujeres. Reparten la sal a los indios, y agotado por el viaje, Ernesto se queda dormido. Despierta en el regazo de una señora blanca y de ojos azules, quien le pregunta extrañada quién era y qué hacía allí. Ernesto le responde que había llegado junto con las chicheras a repartir la sal. Ella por su parte le dice que es cusqueña y que se hallaba de visita en la hacienda de su patrona; le cuenta además cómo los soldados habían irrumpido y arrebatado a latigazos la sal a los indios. Ernesto se despide cariñosamente de la señora y luego se dirige hacia el barrio de Huanupata, donde ingresa a una chichería para escuchar a los músicos. Al anochecer le encuentra allí Ántero, quien le cuenta que el Padre Linares estaba furioso por su ausencia. Ambos van a la alameda a visitar a Salvinia y a su amiga Alcira; esta última estaba interesada en conocer a Ernesto, según Ántero. Pero al llegar solo encuentran a Salvinia, quien se despide al poco rato pues ya era tarde. Ántero y Ernesto vuelven al colegio.

### 8.- Quebrada honda
Ya en el colegio, Ernesto es azotado por el Padre, quien luego le interroga sobre lo que había hecho en la ciudad. Ernesto le responde que solo había acompañado a las mujeres para repartir la sal a los pobres. El Padre le replica diciéndole que aunque fuese para los pobres se trataba de un robo. Finalmente castiga a Ernesto prohibiéndole sus salidas del domingo. Al día siguiente Ernesto acompaña al Padre al pueblo de los indios de la hacienda. El Padre se sube a un estrado y empieza a sermonear a los indios en quechua. Les dice que todo el mundo padece, unos más que otros, pero que nada justifica el robo, que el que roba o recibe lo robado es igual condenado. Pero se alegraba de que ellos hubieran devuelto la mercancía y que ahora la recibirían en mayor cantidad. Ante esta prédica ardiente las mujeres rompen en llanto y todos se arrodillan. Terminada su prédica, el Padre ordena a Ernesto volver al colegio, mientras que él se quedaría a dar la misa. Ernesto aprovecha para averiguar sobre la señora de ojos azules. El mayordomo de la hacienda le informa que ella se iría con su patrona al día siguiente, por temor al arribo del ejército, que venía a imponer el orden. Ernesto regresa al colegio y le recibe el hermano Miguel, quien le da el desayuno y le cuenta que esa mañana dedicaría a los alumnos a jugar vóley en el patio. Luego irrumpe Ántero trayendo un Winku, un trompo o Zumbayllu especial, al cual calificaba de layka o «brujo» por tener, según su creencia, propiedades mágicas, como enviar mensajes a personas lejanas. Convencido, Ernesto hace bailar el winku mandándole un mensaje a su padre, diciéndole que estaba soportando bien la vida en el internado. Entretenidos estaban así cuando de pronto oyen gritos en el patio. Se acercan y ven al hermano Miguel ordenando caminar de rodillas a Lleras, de cuya nariz manaba sangre. Se enteran de que Lleras había primero empujado al hermano insultándole soezmente, solo porque le había marcado un foul en el juego; en respuesta el hermano le había dado un puñetazo. En medio del tumulto llega el Padre director, al cual Miguel cuenta lo sucedido, explicándole que reaccionó violentamente al ver mancillado en su persona el hábito de Dios. El Padre ordena a Lleras a ir a la capilla; los demás internos se quedan en el patio y discuten entre ellos; Palacitos teme que ocurra una desgracia en el pueblo por la ofensa hecha a un religioso. Al día siguiente se esparce la noticia de que el ejército entraría en Abancay para imponer orden. El Padre ordena que todos los alumnos se reconcilien con el hermano Miguel, quien les pide perdón y abraza a cada uno de ellos, pero cuando se acerca a Lleras, este le hace un gesto de repulsión y se corre a esconderse. Es la última vez que los alumnos ven a Lleras; después se enteraron de que esa misma noche había huido del colegio. Añuco también se alista para irse del colegio, aunque reconciliado con todos. Palacitos se alegra pues cree que con la reconciliación ya no ocurrirán más desgracias en el pueblo.

### 9.- Cal y canto
A la ciudad llega un regimiento de soldados para reprimir a las indias revoltosas. Los soldados ocupan las calles y plazas. Instalan el cuartel en un edificio abandonado. Ernesto pide al Padre que lo deje regresar donde su papá, pero el Padre se niega, dándole permiso en cambio para salir el sábado a la ciudad, con Ántero. Ernesto le pide al Romerito que por medio del canto de su rondín envíe un mensaje a su padre. Los alumnos comentan los chismes de la ciudad: las chicheras capturadas son azotadas en el trasero desnudo, y al responder a los militares con su lenguaje soez, estos les meten excremento en la boca. Cuentan también que doña Felipa y otras chicheras habían huido cruzando el puente del Pachachaca, donde dejaron a una mula degollada, con cuyas tripas cerraron el paso atándola a los postes. La cabecilla dejó su rebozo en lo alto de una cruz de piedra, a manera de provocación. Al acercarse los soldados, estos reciben disparos de lejos y no se atreven a seguirlas, pues las chicheras ya iban con ventaja. Llegado el sábado, Ernesto y Ántero conversan en el patio del colegio. Ántero cuenta que el Lleras había huido del pueblo. En cuanto al Añuco, comentan que los Padres planeaban hacerle fraile. También mencionan el temor de la gente de que Felipa retornase con los chunchos (selváticos) a atacar las haciendas y revolver a los colonos; ante esa situación, Ántero dice que estaría de parte de los hacendados. Ambos van a la alameda, a visitar a Salvinia y a su amiga Alcira. Al ver a esta última, Ernesto se recuerda de una joven de la que se había enamorado en uno de los tantos pueblos que había visitado. Pero nota que Alcira tiene las pantorrillas muy anchas y eso le desagrada. Al poco rato Ernesto se despide, y corriendo llega al barrio de Huanupata, e ingresa a una chichería, que estaba llena de soldados. Uno de estos afirma que Felipa estaba muerta. Luego, Ernesto se va corriendo hacía el puente del Pachachaca, para ver los restos de la mula muerta y el rebozo de Felipa que flameaba en la cruz. Al llegar, divisa al padre Augusto que bajaba cuesta abajo, camino a dar una misa a la hacienda Ninabamba. Detrás del padre iba sigilosamente Marcelina, quien al pasar cerca de la cruz coge el rebozo y se lo pone. Ernesto retorna a la ciudad y ya al atardecer regresa al colegio donde se entera de que al día siguiente partiría Añuco hacia el Cuzco.

### 10.- Yawar Mayu
Los alumnos se enteran de que la banda del regimiento dará retreta en la plaza de la ciudad después de la misa del día siguiente, domingo. El Chipro reta al Valle a pelear ese día. Ya muy de noche vienen a recoger al Añuco, y todos lo despiden; el Añuco regala sus «daños» o canicas rojas al Palacitos. Todos se sienten conmovidos. Al día siguiente se levantan muy temprano y deciden que no haya ya pelea entre el Chipro y Valle. Van todos a ver la retreta en la plaza. La banda militar la conforman reclutados que tocan instrumentos musicales de metal; el Palacitos estalla de alegría al reconocer en el grupo al joven Prudencio, de su pueblo natal. Ernesto se retira para buscar a Ántero y a Salvinia y Alcira. Encuentra a las dos chicas pero ve que un joven, que se identifica como hijo del comandante de la Guardia, invita a Salvinia a caminar, tomándola del brazo. Tras ellos va otro muchacho. De pronto aparece Ántero furioso, quien increpa a los dos jóvenes. Les dice que la chica es su enamorada. Se produce una gresca. Ernesto deja a Ántero con su lío y se dirige al barrio de Huanupata. Entra a una chichería donde se estaba un arpista, a quien todos admiran y llaman el papacha Oblitas. Al local ingresa luego un cantor, que había llegado a la ciudad acompañando a un kimichu (indio recaudador de limosnas para la Virgen); Ernesto recuerda haberlo visto, años atrás, en el pueblo de Aucará, durante una fiesta religiosa. Conversan ambos. El cantor dice llamarse Jesús Waranka Gabriel y relata su vida errante. Ernesto le invita un picante. Una moza empieza a cantar una canción en la que ridiculiza a los guardias, apodados «guayruros» (frijoles) por el color de su uniforme (rojo y negro). El arpista le sigue el ritmo. Un guardia civil que pasaba cerca escucha e ingresa al local, haciendo callar a todos. Se produce un tumulto y los guardias se llevan preso al arpista. Los demás se retiran. Ernesto se despide del cantor Jesús y regresa a la plaza. Ve al Palacitos, alegre y orgulloso, que no dejaba al Prudencio. También encuentra a Ántero, quien se había amistado con el joven con quien peleara poco antes. Se lo presenta: se llamaba Gerardo y era natural de Piura. El otro joven que le acompañaba era su hermano Pablo. Ernesto les estrecha las manos. Luego se despide y decide volver al colegio, pero antes se dirige a la cárcel para visitar al papacha Oblitas. El guardia no lo deja ingresar; solo le informa que el arpista sería liberado pronto. Ernesto retorna entonces al colegio y se topa con Peluca, a quien encuentra muy angustiado pues ya no encontraba a Marcelina. La cocinera le cuenta a Ernesto que Marcelina se había subido a la torre que dominaba la plaza. Ernesto va a buscarla, y efectivamente, encuentra a Marcelina echada en lo alto de la torre, mirando sonriente y feliz a la gente de abajo. No queriendo turbar su breve rato de alegría, Ernesto la deja y retorna al colegio.

### 11.- Los colonos
Los guardias que fueron en persecución de Felipa no logran capturarla. Poco después, los militares se retiran de la ciudad y la Guardia Civil ocupa el cuartel. En el colegio, Gerardo, el hijo del comandante, se convierte en una especie de héroe. Supera a todos en diversas disciplinas deportivas, y tiene habilidad para hacer amigos y conquistar a las chicas. El Ántero se convierte en su amigo inseparable. Ernesto se enoja cuando ambos, Gerardo y Ántero, empiezan a hablar de las chicas como si fueran trofeos de conquista, jactándose que cada uno tenía ya dos enamoradas al mismo tiempo. Ernesto se molesta con ellos y les dice que ambos son unos perros iguales al Lleras y al Peluca. Se alteran y en el calor de la discusión, Ernesto insulta y patea a Gerardo, pero no llega a más pues Ántero lo contiene. Aparece el Padre Augusto y ante él, Ernesto trata de devolver a Ántero su zumbayllu, pero Ántero no lo acepta pues se trataba de un regalo. El Padre les pide que resuelvan entre ellos su problema. Desde entonces, Ernesto no volvió a hablar con Ántero y Gerardo. Entierra el zumbayllu en el patio interior del colegio, sintiendo profundamente el cambio de Ántero, a quien compara con una bestia repugnante. Otro día, Ernesto se encuentra con el Peluca, quien estaba preocupado porque Marcelina ya no aparecía. Decían que ella estaba enferma, con fiebre alta. Los alumnos comentan el rumor de que la peste de tifus estaba causando estragos en Ninabamba, la hacienda más pobre cercana a Abancay, y que podía llegar a la ciudad. A la mañana siguiente, Ernesto se levanta con un presentimiento y va corriendo a la habitación de Marcelina: la encuentra ya agonizante y llena de piojos. El Padre Augusto ingresa de pronto y ordena severamente a Ernesto que se retire. El cuerpo de Marcelina es cubierto con una manta y sacado del colegio. A Ernesto lo encierran en una habitación, temiendo que se hubiera contaminado con los piojos y le lavan la cabeza con creso. El Padre le va a ver y le comunica que suspendería las clases por un mes y que lo dejaría volver donde su papá, pero debía permanecer todavía un día encerrado. Todos los alumnos se retiran, sin poder despedirse de Ernesto, a excepción del Palacitos, quien se acerca a su habitación y por debajo de la puerta le deja una nota de despedida y dos monedas de oro «para su viaje o para su entierro». Ernesto comprende a Palacitos, que por ser indígena, se preocupara por el ceremonial fúnebre. El portero Abraham y la cocinera también presentan síntomas de la enfermedad. Abraham regresa para morir a su pueblo, y la cocinera fallece en el hospital. El Padre al fin decide soltar a Ernesto, al tener ya el permiso de su papá de enviarlo donde su tío Manuel Jesús, «el Viejo». Ernesto le desagrada al principio la idea pero al saber que en las haciendas del Viejo, situadas en la parte alta del Apurímac, laboraban cientos de colonos indios, decide partir cuanto antes. Libre al fin y ya en la calle, Ernesto decide ir primero a la hacienda Patibamba, la más cercana a Abancay, para ver a los colonos. Al cruzar la ciudad, la encuentra solitaria y con todos los negocios cerrados. Se entera de que pronto la ciudad sería invadida por miles de colonos (peones indios de las haciendas) contagiados de la peste, los cuales venían a exigir que el Padre les oficiara una misa grande para que las almas de los muertos no penaran. Ernesto llega al puente sobre el Pachachaca y lo encuentra cerrado y vigilado por los guardias. Sale entonces de la ciudad por los cañaverales y llega hasta las chozas de los colonos de Patibamba, pero ninguno de ellos lo quiere recibir. A escondidas observa a una chica de doce años extrayendo nidos de piques o pulgas de las partes íntimas de otra niña más pequeña, sin duda su hermanita. Conmovido por tal escena, Ernesto se retira corriendo, y termina tropezándose con una tropa de guardias encabezada por un sargento. Este, al enterarse de que Ernesto era el amigo del hijo del comandante, le toma bajo su protección y lo envía con un mensaje para el Padre, avisándole que los guardias dejarían pasar a los colonos y que estos estarían llegando a la ciudad a medianoche. Ernesto vuelve entonces al colegio, dando el mensaje al Padre. Este dice que ya tiene preparada la misa y que daría tres campanadas a medianoche para reunir a los indios. Ernesto se queda a dormir en el colegio; escucha las campanadas y nota que la misa es corta. Al día siguiente se levanta temprano y abandona la ciudad, esta vez ya definitivamente. Se da tiempo de dejar una nota de despedida en la puerta de la casa de Salvinia, junto con un lirio. Cruza el puente del Pachachaca y contempla las aguas del río, que imagina que tienen un poder purificador al llevarse los cadáveres a la selva, el país de los muertos, tal como debieron arrastrar el cuerpo de Lleras. Así concluye el relato.

## Análisis
Según Antonio Cornejo Polar, esta obra marcó el inicio de la difusión de la obra arguediana a nivel continental. Resalta que en ella, el autor desarrolla con plenitud el lenguaje lírico que ya había experimentado en sus anteriores novelas y convierte en eje de su relato la introspección de un adolescente que tiene una carga autobiográfica. La angustiosa reflexión que hace es sobre la doble realidad en la que se halla escindido: el mundo serrano u andino y el mundo costeño u occidentalizado, y la manera en la que ambos se deben conectar.
Uno de los méritos de la obra es haber logrado coherencia entre esas dos facetas mencionadas. Siguiendo la tendencia ya mostrada en sus anteriores obras, el personaje-narrador se ubica dentro del mundo andino, hace énfasis en la oposición entre este mundo y el costeño, y reafirma el poder de la raza quechua y de la cultura andina. Ejemplos de ello son los episodios de la rebelión de las chicheras y el levantamiento de los colonos. Arguedas gustaba señalar que la irrupción de los colonos, aunque en la novela aparece impulsaba por un componente mágico, prefiguraba los alzamientos campesinos que se produjeron poco años después en los andes del sur.
«El lado subjetivo de Los ríos profundos está centrado en el empeño del protagonista por comprender el mundo que lo rodea y, por insertarse en él como en una totalidad viviente», continua diciendo Cornejo. Y finaliza así: «Los ríos profundos no es la obra más importante de Arguedas; es, sí, sin duda, la más hermosa y perfecta».

## Estilo y técnicas narrativas
Mario Vargas Llosa, quien junto con Carlos Eduardo Zavaleta, ha sido el primero en desarrollar la «novela moderna» en el Perú, reconoce que Arguedas, pese a que no desarrolla técnicas modernas en sus narraciones se muestra sin embargo mucho más moderno que otros escritores que responden al modelo clásico, el de la «novela tradicional», propia del siglo XIX. Dice al respecto Vargas Llosa:

De los cuentos de Agua a Los ríos profundos, luego del progreso que había constituido Yawar Fiesta, Arguedas ha perfeccionado tanto su estilo como sus recursos técnicos, los que, sin innovaciones espectaculares ni audacias experimentales, alcanzan en esta novela total funcionalidad y dotan a la historia de ese poder persuasivo sin el cual ninguna ficción vive ante el lector ni pasa la prueba del tiempo.

Vargas Llosa reconoce el impacto emocional que le dejó la lectura de Los ríos profundos, al cual califica sin ambages como una auténtica obra maestra. «El libro seduce por la elegancia de su estilo, su delicada sensibilidad y la gama de emociones con que recrea el mundo andino», dice.
Vargas Llosa resalta también el manejo que da Arguedas al idioma castellano hasta alcanzar en esta novela un estilo de gran eficacia artística. Es un castellano funcional y flexible, donde se hacen visibles los distintos matices de la pluralidad de asuntos, personas y particularidades del mundo expuesto en la obra.
Arguedas, escritor bilingüe, acierta en la «quechuización» del español: traduce al castellano lo que algunos personajes dicen en quechua, incluyendo a veces en cursiva dichos parlamentos en su lengua original. Lo cual no lo hace frecuentemente pero si con la periodicidad necesaria para hacer ver al lector que se trata de dos culturas con dos lenguas distintas.

## El zumbayllu
El zumbayllu o trompo es el elemento mágico por excelencia de la novela.

«La esfera (del trompo) estaba hecha de un coco de tienda, de esos pequeñísimos cocos grises que vienen enlatados; la púa era grande y delgada. Cuatro huecos redondos, a manera de ojos, tenía la esfera.»

Esos agujeros eran los que producían el típico zumbido al girar, lo que le daba su nombre. Existe un tipo más poderoso de zumbayllu, hecho de un objeto deforme pero sin dejar de ser redondo (winku) y con cualidad de brujo (layka).
Para Ernesto, el zumbayllu era el instrumento ideal para captar la interrelación existente entre los objetos. En tal sentido, sus funciones son variadas. En primer lugar sirve para enviar mensajes a lugares lejanos. Ernesto cree que su voz puede llegar hasta los oídos de su padre ausente mediante el canto del zumbayllu. También es el objeto pacificador, símbolo del restablecimiento del orden, como sucede en el episodio donde Ernesto regala su zumbayllu al Añuco. Pero también es un elemento purificador de los espacios negativos, y bajo esa creencia Ernesto sepulta su zumbayllu en el patio de los excusados, en el mismo lugar donde los internos mayores violaban a Marcelina. El zumbayllu purificaría la tierra en donde brotarían luego flores, que Ernesto piensa colocarlas en la tumba de Marcelina.
Vargas Llosa considera que todo ello pertenece al mundo mágico-religioso en el que cree Ernesto, que lo defiende contra una realidad que siente como perpetua  amenaza.